# Mansura (Sind)
Per altres significats vegeu Mansura
Mansura o al-Mansura (sindhi: منصوره; àrab: منصورة, Manṣūra) fou una ciutat del Sind, de situació incerta, probablement a prop de Brahmanabad o Bahmanabad, uns 78 km al nord-est de la moderna Hyderabad, a l'actual Pakistan.
Fou fundada el 738 per Amr ibn Muhàmmad, fill del conqueridor de la regió, Muhàmmad ibn al-Qàssim, en els primera anys del domini àrab i fou la capital dels governadors califals i del segle ix en endavant la capital dels emirs hibàrides o habbàrides del Sind, descendents dels quraixites, però que reconeixien el califa abbàssida i, a la segona meitat del segle x, també els buwàyhides, segons narra al-Muqaddassí).
La ciutat també és esmentada durant les conquestes de Mahmud de Gazni, el 1025. Després, a la regió es va imposar la dinastia dels sumres, que van fixar la capital a Tur.
Segons els geògrafs àrabs, estava rodejada d'un braç de l'Indus i semblava una illa. La terra era fèrtil i tenia gran activitat comercial i agrícola. La ciutat és encara citada el 1226, en la incursió dels khwarizms al Sind, sota Jalal-ad-Din Manguberti.
En 1321 Abu-l-Fidà explica que totes les viles anomenades al-Mansura, incloent la del Sind, estaven en ruïnes. Ibn Battuta no l'esmenta, la qual cosa indicaria que a la seva època ja estava en ruïnes. La causa de la decadència no és coneguda.